# Třapatkovka nachová
Třapatkovka nachová (Echinacea purpurea) je rostlina z čeledi hvězdnicovitých (Asteraceae).

## Popis
Třapatkovka nachová je vytrvalá až 1 metr vysoká bylina. Lodyhu má přímou a drsnatě chlupatou. Řapíkaté listy jsou kopinatě vejčité, drsnatě chlupaté a na okraji pilovité. Jednotlivé květní úbory jsou na koncích lodyh. Jsou složeny z jazykových, nachových květů okrajových a z trubkovitých hnědých květů umístěných na květním lůžku. Střední květy jsou pichlavé. Kvete od července do září.

## Název
Latinské jméno rostliny je odvozeno od řeckého slova echinos, což znamená ježek.
Dříve byla nazývána česky třapatka nachová a odborné binomické jméno bylo Rudbeckia purpurea.

## Rozšíření
Je původní v Severní Americe, ale je široce pěstována.

## Historie

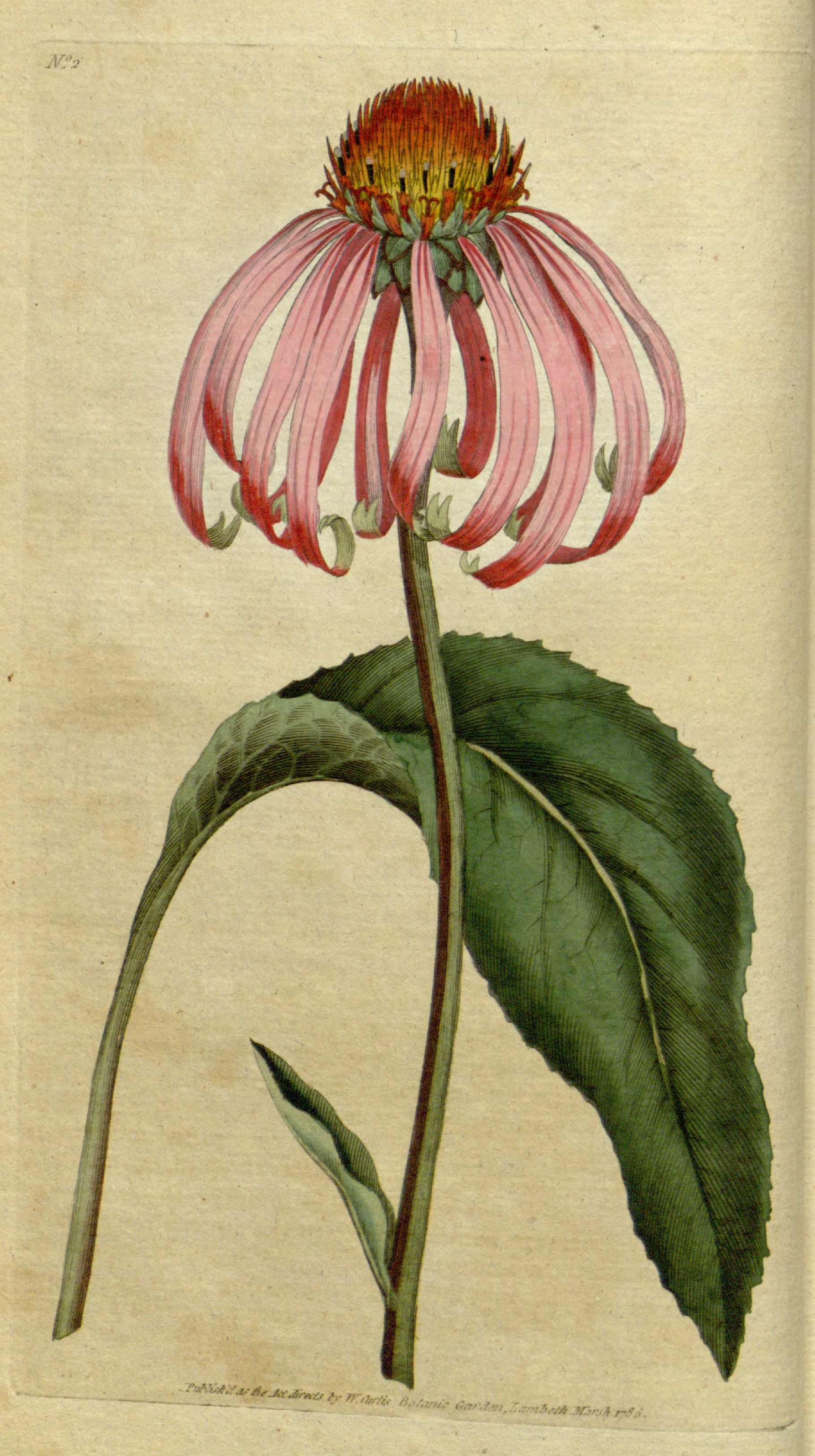
Popisný obrázek

Pro Evropu objevil třapatkovku nachovou obchodník s léky Joseph Meyer, který se o jejích léčivých účincích dozvěděl od prérijních indiánů, kteří jí říkali icahpe.

## Využití

### Lidové léčitelství
Používá se jako podpůrná léčba při nemocech z nachlazení a infekcích dýchacích a močových cest, nicméně dle moderních výzkumů jsou její účinky přinejmenším sporné. Prospěšné účinky při léčbě těchto infekcí jsou přisuzovány schopnosti rostliny stimulovat imunitní systém. Používá se též na špatně se hojící rány a na zánětlivá kožní onemocnění.
Severoameričtí indiáni využívali třapatkovku na rýmu a bolení v krku, hadí uštknutí, hojení ran, záněty, pohlavní a kožní potíže i pro léčbu koní.

### Zahradnictví
Je používána jako okrasná rostlina, trvalka. Bývá součástí záhonů ale i volných výsadeb, obvykle ve větších skupinách tohoto druhu. Je ceněná jako květina atraktivní pro motýly. Jsou pěstovány zahradní kultivary specifických barev a růstu.

## Obsažené látky
Silice, pyrrolizidinové alkaloidy, estery kyseliny kávové, vinné, polysacharidy, alifatické amidy, isobutylamidy a třísloviny.

## Pěstování
Jde o zcela nenáročnou trvalku. Preferuje slunné polohy, propustné půdy, i s nižším obsahem živin, lze ji pěstovat i na sušších místech. Množí se semeny, dělením trsů nebo ji lze množit kořenovými a osními řízky.